# Корсон, Дэйл Раймонд
Дэйл Раймонд Корсон (англ. Dale Raymond Corson; 5 апреля 1914, Питсберг, Канзас — 31 марта 2012, Итака, Нью-Йорк) — американский физик, почётный профессор физики Корнеллского университета и его восьмой президент (1969—1977). В 1940 году искусственным путём получил элемент астат и вместе с Эмилио Сегре и Кеннетом Маккензи исследовал его свойства. Также известен как автор основополагающих учебников по электромагнетизму.

## Биография
Дэйл Корсон родился в городе Питсберг, штат Канзас, в семье фермеров Хэрри Раймонда и Алты Хилл Корсонов. Степень бакалавра искусств, окончив Колледж Эмпории, он получил в 1914 году. Своё образование он продолжил в Канзасском университете, получив магистерскую степень в 1935, а затем в Калифорнийском университете в Беркли, где в 1938 году защитил докторскую (PhD) диссертацию. В том же году женился на Нелли Грисволд.
Под руководством Эрнеста Лоуренса принимал участие в создании циклотрона для университета в Беркли, с помощью которого в 1940 году при бомбардировке ядер висмута альфа-частицами получил новый химический элемент с атомным номером 85, впоследствии названный астатом. Во время Второй мировой войны принимал участие в программе по оснащению армии США радарами, в том числе с 1941 года работал в Радиационной лаборатории Массачусетского технологического института. В 1943—1945 годах был техническим советником ВВС США в Вашингтоне.
После войны Корсон возвращается к академической карьере. В 1946 году он поступает на работу в Корнеллский университет, где в то время трудились такие знаменитые учёные, как Ричард Фейнман и Ханс Бете, в качестве старшего преподавателя (англ. assistant professor) физики. На следующий год он становится адъюнкт-профессором (англ. associate professor), а в 1952 году получает повышение до профессора (англ. full professor). Карьера учёного быстро растёт: в 1956 году его назначают заведующим кафедрой физики, в 1959 году Корсон становится деканом Инженерного колледжа при университете, а в 1963 году — проректором (англ. provost) Корнелла. Когда на волне студенческих беспокойств в 1969 году президент университета Джеймс Перкинс подал в отставку, Корсон занял его место. В 1977 году Корсон покинул пост президента, однако продолжал выполнять обязанности ректора (англ. chancellor) ещё в течение трёх лет. В 1979 году он был избран советом попечителей в качестве почётного президента (англ. president emeritus), а в 1987 году получил от Национальной академии наук США за свою работу на руководящих постах Медаль общественного благосостояния.
Корсон скончался 31 марта 2012 года в своём доме в Итаке, штат Нью-Йорк, от сердечной недостаточности.